# South Hill (Virginie)
Pour les articles homonymes, voir South Hill.
South Hill est une municipalité américaine située dans le comté de Mecklenburg en Virginie. Selon le recensement de 2010, sa population est de 4 650 habitants.

## Géographie
South Hill se trouve au sud de la Virginie, à proximité de la Caroline du Nord.
Selon le Bureau du recensement des États-Unis, la municipalité s'étend en 2010 sur une superficie de 9,85 milles carrés (25,51 km2), dont 0,03 mille carré (0,08 km2) d'étendues d'eau.

## Histoire

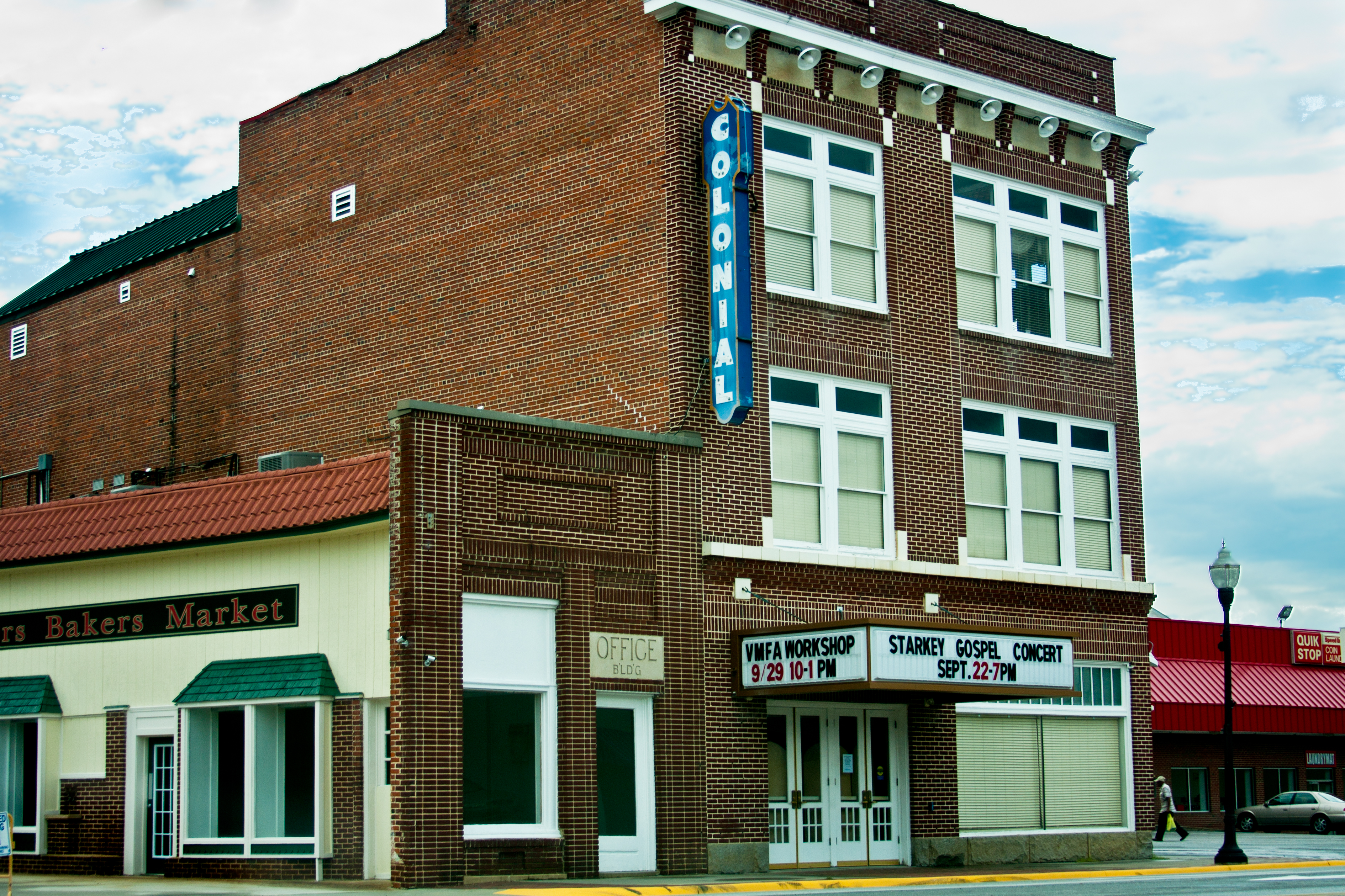
Le théâtre colonial.

South Hill est fondée en 1889 lors de l'arrivée du chemin de fer. Elle est l'une des trois seules villes américaines à avoir été fondée selon un plan circulaire. South Hill, qui doit son nom à sa situation au sud d'une colline, se développe grâce à l'industrie du tabac. L'Assemblée générale de Virginie lui accord le statut de municipalité le 16 février 1901.
Le théâtre colonial de South Hill, construit en 1925, est inscrit au Registre national des lieux historiques. Transformé en cinéma puis fermé dans les années 1970, le théâtre est restauré et ouvre à nouveau en 2011.